# Гёнц, Арпад
А́рпад Гёнц (венг. Göncz Árpád; 10 февраля 1922, Будапешт — 6 октября 2015, там же) — венгерский государственный и политический деятель, литератор.

## Биография
Арпад Гёнц родился в католической семье интеллигентов средней руки. Родители — Лайош Гёнц и Илона Хайманн. В юности Арпад участвовал в скаутском движении. В 1944 году окончил юридический факультет Будапештского университета им. Петера Пазмани, с присуждением степени доктора права и был призван на военную службу, но в начале 1945 года дезертировал и участвовал в антифашистском Сопротивлении. После же вступления на территорию Венгрии частей РККА, Арпад вошёл в антикоммунистическую подпольную группу, несколько раз подвергался арестам. С лета 1945 г. принимал участие в политической жизни Венгрии, став лидером молодёжного крыла Независимой партии малоземельных крестьян и главным редактором журнала «Nemzedék» («Поколение»). Вскоре эта партия была распущена. Долгое время Гёнц был разнорабочим, сварщиком. В 1952—1956 годах учился в Аграрном университете в Гёдёллё, но диплома не получил.
Во время Венгерской национальной революции 1956 года Гёнц принимал участие в акциях, направленных на свержение коммунистической власти в Венгрии. Арестован в 1957 году. 2 августа 1958 года был приговорён к пожизненному заключению. В 1963 году освобождён по амнистии, исключён из Аграрного университета.
С 1965 года занимался литературной деятельностью. Он известен, прежде всего, как драматург. Автор философской драмы из истории еретического движения в Швейцарии «Башмачник» (1974), монодрамы о жизни актрисы «Венгерская Медея» (1979), книги прозы «Встречи» (1980), пьесы «Пессимистическая комедия» и мемуаров «Итог» о событиях 1956 года в Венгрии (обе 1990 г.), ряда других произведений.
Также плодотворно работал в сфере литературного перевода. В частности, перевёл на венгерский язык трилогию «Властелин колец» Толкина. Им были переведены на венгерский язык более ста произведений британских и американских авторов — Джеймса Болдуина, Уильяма Голдинга, Эрнеста Хэмингуэя и других.

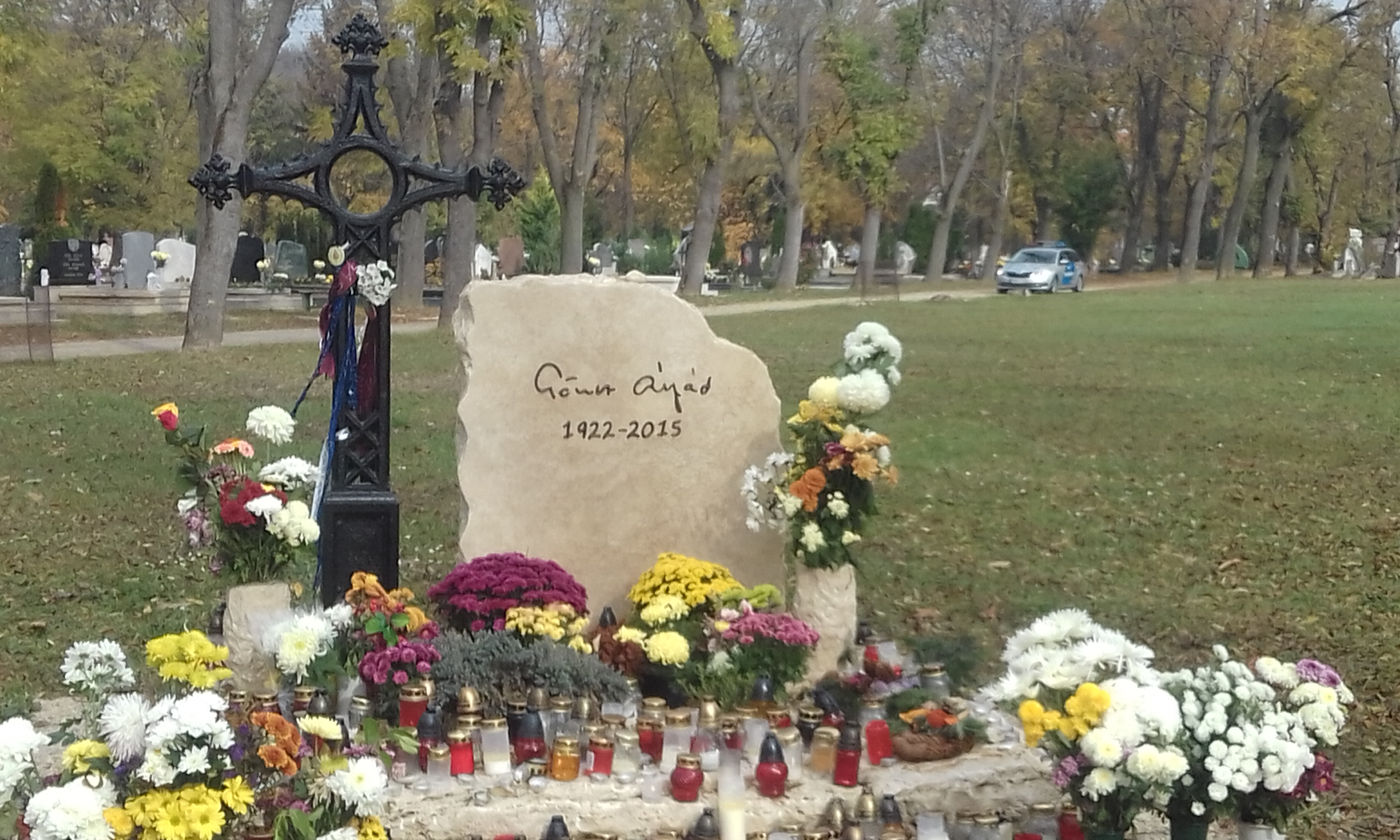
Могила Арпада Гёнца

В 1988 году вступил в партию Альянс свободных демократов, с 1989 — член её правления. В том же году возглавил будапештское отделение Лиги прав человека, а также венгерский ПЕН-Клуб. В 1990 году избран в венгерский парламент, в мае-августе 1990 года председатель Национальной ассамблеи.
4 августа 1990 года Арпад Гёнц избран президентом Венгрии, оставался на этом посту до 4 августа 2000 года.
20 октября 1992 года Арпад Гёнц прибыл с официальным визитом в Москву. Посетил МХАТ, где труппа Венгерского национального театра представила его пьесу «Камень на камне».
Летом 1993 года в ходе двухнедельного визита в Россию посетил автономии с угро-финским населением (с их территории, по мнению этнографов, происходит венгерский народ), а также Башкортостан. В предпоследний день визита его принял Борис Ельцин. Президенты обменялись мнениями о ходе выполнения двусторонних соглашений и обсудили вопросы погашения задолженности бывшего СССР. В завершение Генц нанес визит в Республику Татарстан, откуда вылетел в Будапешт. Минтимер Шаймиев успел показать высокопоставленному гостю древний город Болгар.
30 ноября 1993 года в Будапеште открылся III Конгресс Либерального Интернационала. С приветственным словом выступил Арпад Гёнц.

## Семья
Женат, имел четырёх детей. Его дочь Кинга Гёнц в 2006—2009 годах занимала пост министра иностранных дел Венгрии.

## Награды
- Кавалер Большого Креста ордена Святого Олафа (Норвегия)
- Орден Звезды Румынии (Румыния)